# Franz Reitz
Franz Reitz (* 28. Januar 1929 in Wiesbaden; † 10. Juni 2011 ebenda) war ein deutscher Radrennfahrer.

## Sportliche Laufbahn
Reitz begann mit dem Rad, mit dem er auch für seine Bäckerei die Waren ausfuhr sein erstes Radrennen in seinem Wohnort Frauenstein. Man wollte ihn überreden, dem örtlichen Kunstradfahrerverein beizutreten, aber er entschied sich für den Rennsport. Reitz fuhr in kürzester Zeit von C-Klassenfahrer in die deutsche Nationalmannschaft, die B-Klasse übersprang er komplett. Er startete für den Radsportverein 07 Stephan Wiesbaden, später für den RV Sturmvogel Wiesbaden. 1950 startete er bei den Cyclocross-Weltmeisterschaften und belegte als bester deutscher Fahrer den 19. Platz. Im Mai siegte er bei Nürnberg–Hof–Nürnberg über 336 Kilometer, dem längsten Amateurrennen in Deutschland.
Besonders erfolgreich war er als Amateur 1952, als er mit acht Siegen in den Wertungsrennen des Bundes Deutscher Radfahrer (BDR) in der Jahreswertung des BDR punktgleich den 2. Platz hinter Edi Ziegler erreichte. Besonders eindrucksvoll fuhr er bei seinen dreimaligen Teilnahmen an der Österreich-Rundfahrt, wo er u. a. auch die Etappe zum Großglockner gewann. Nach dem Sieg bei der Jugoslawien-Rundfahrt wurde er Berufsfahrer.
Franz Reitz war Profi-Radsportler von 1954 bis 1962. Reitz begann als Radprofi im Radsportteam Rabeneick. Er wechselte mehrfach das Team und startete für deutsche, schweizerische und italienischen Mannschaften. 1955 belegte er den zweiten Platz in der Gesamtwertung der Deutschland-Rundfahrt, 1957 wurde er Deutscher Meister im Straßenrennen. 1954 startete er bei der Straßenweltmeisterschaft in Solingen und belegte den letzten Platz, indem er mit Günther Pankoke, dem einzigen deutschen Fahrer, der außer ihm noch im Rennen verblieben war, Hand in Hand den Zielstrich überquerte. Reitz fuhr 20 Sechstagerennen. 1958 und 1959 startete er bei der Tour de France, die er beide Male zu Ende fuhr. Er beendete in der „Nacht von Frankfurt“ im November 1962 seine Karriere als Radsportler, nachdem er in den beiden Jahren zuvor vielfach Sturzpech hatte und etliche Verletzungen erlitt.
Nach dem Ende seiner sportlichen Karriere machte sich Reitz, der gelernter Bäcker und Kfz-Mechaniker war, vor allem als Organisator und Streckenchef einen Namen. So zeichnete er nicht nur für die Tour-Etappe Frankfurt-Wiesbaden-Frankfurt 1980 verantwortlich, sondern auch für zahlreiche Rennen der Rad-Bundesliga und weitere Radsport-Großereignisse in seiner Heimatstadt. Er war auch bei der Organisation der Deutschen Straßenradmeisterschaften 2007 in Wiesbaden tätig. Bis zuletzt fuhr Franz Reitz täglich intensiv Rad. Ihn verband eine lebenslange Freundschaft mit seinem Rennfahrerkollegen Valentin Petry.